# Dong-gu, Busan
Dong-gu (koreanska: 동구) är ett av de 15 stadsdistrikten (gu) i staden Busan i sydöstra Sydkorea, 300 km sydost om huvudstaden Seoul. 

## Administrativ indelning
Dong-gu består av 12 stadsdelar (dong).

- Beomil 1-dong
- Beomil 2-dong
- Beomil 5-dong
- Choryang 1-dong
- Choryang 2-dong
- Choryang 3-dong
- Choryang 6-dong
- Jwacheon-dong
- Sujeong 1-dong
- Sujeong 2-dong
- Sujeong 4-dong
- Sujeong 5-dong